# Eumenes mediterraneus mediterraneus
Eumenes mediterraneus mediterraneus é uma subespécie de insetos himenópteros, mais especificamente de vespas pertencente à família Vespidae.
A autoridade científica da subespécie é Kriechbaumer, tendo sido descrita no ano de 1879.
Trata-se de uma subespécie presente no território português.